# Saint-Front-de-Pradoux
Saint-Front-de-Pradoux (okzitanisch: Sent Front de Pradon) ist eine französische Gemeinde in der Region Nouvelle-Aquitaine (vor 2016: Aquitanien) mit 1.157 Einwohnern (Stand: 1. Januar 2022). Sie liegt im Département Dordogne. Die Gemeinde gehört zum Kanton Vallée de l’Isle im Arrondissement Périgueux.

## Geografie
Saint-Front-de-Pradoux liegt im Périgord Blanc (Weißes Périgord) am nördlichen Ufer der Isle. Umgeben wird Saint-Front-de-Pradoux von den Nachbargemeinden Beauronne im Norden, Saint-Louis-en-l’Isle im Osten und Nordosten, Sourzac im Osten, Mussidan im Süden, Saint-Médard-de-Mussidan im Südwesten, Saint-Martin-l’Astier im Westen sowie Saint-Étienne-de-Puycorbier im Nordwesten.

## Bevölkerungsentwicklung
| Jahr                       | 1962 | 1968 | 1975 | 1982 | 1990 | 1999 | 2006 | 2018 |
| Einwohner                  | 722  | 785  | 910  | 981  | 1000 | 929  | 1032 | 1178 |
| Quellen: Cassini und INSEE |      |      |      |      |      |      |      |      |

## Sehenswürdigkeiten
- Kirche Saint-Front aus dem 19. Jahrhundert
- früheres Pfarrhaus, heutiges Rathaus, aus dem 18. Jahrhundert
- Herrenhaus Beaufort aus dem 17. Jahrhundert

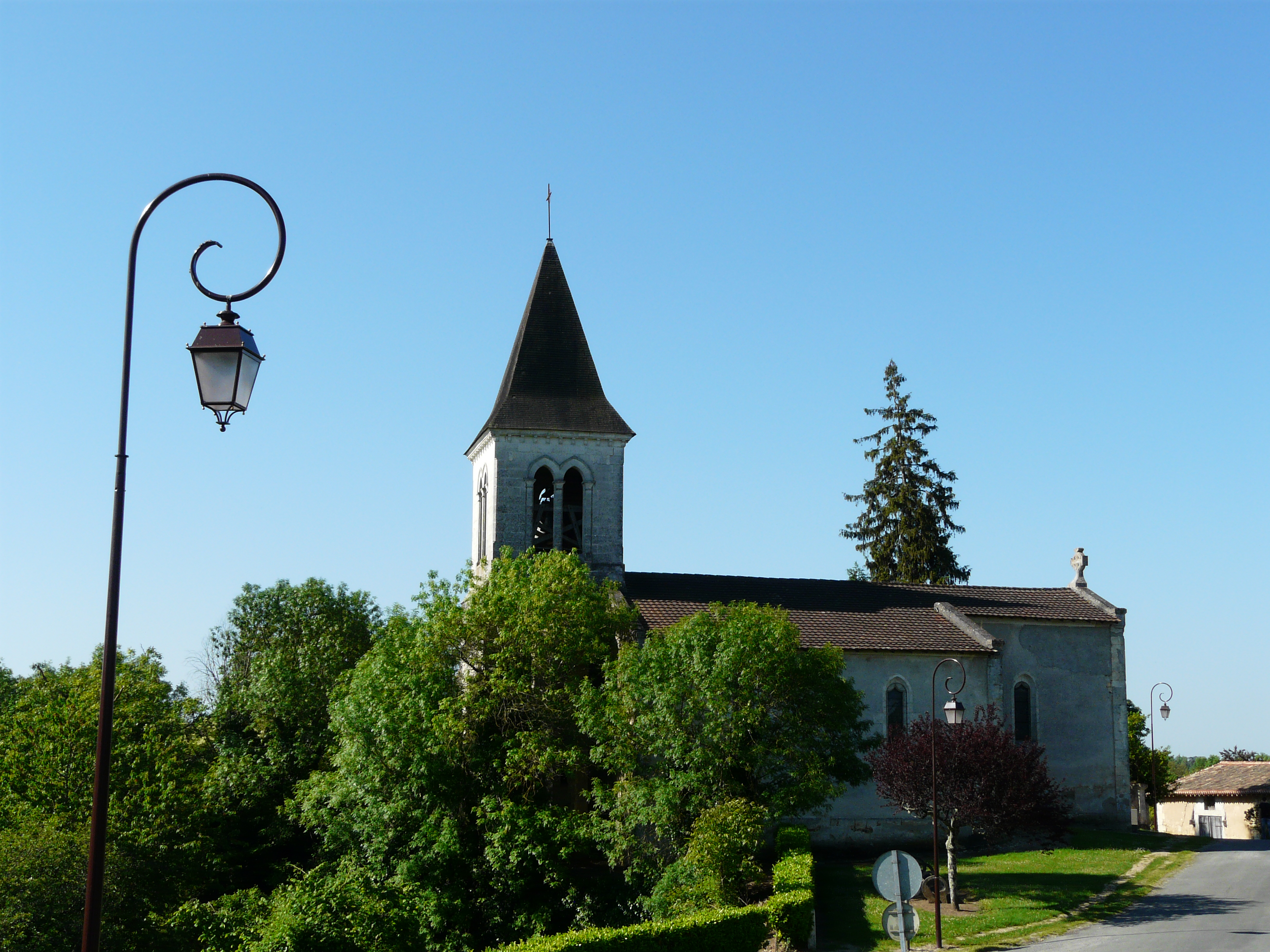
Kirche Saint-Front
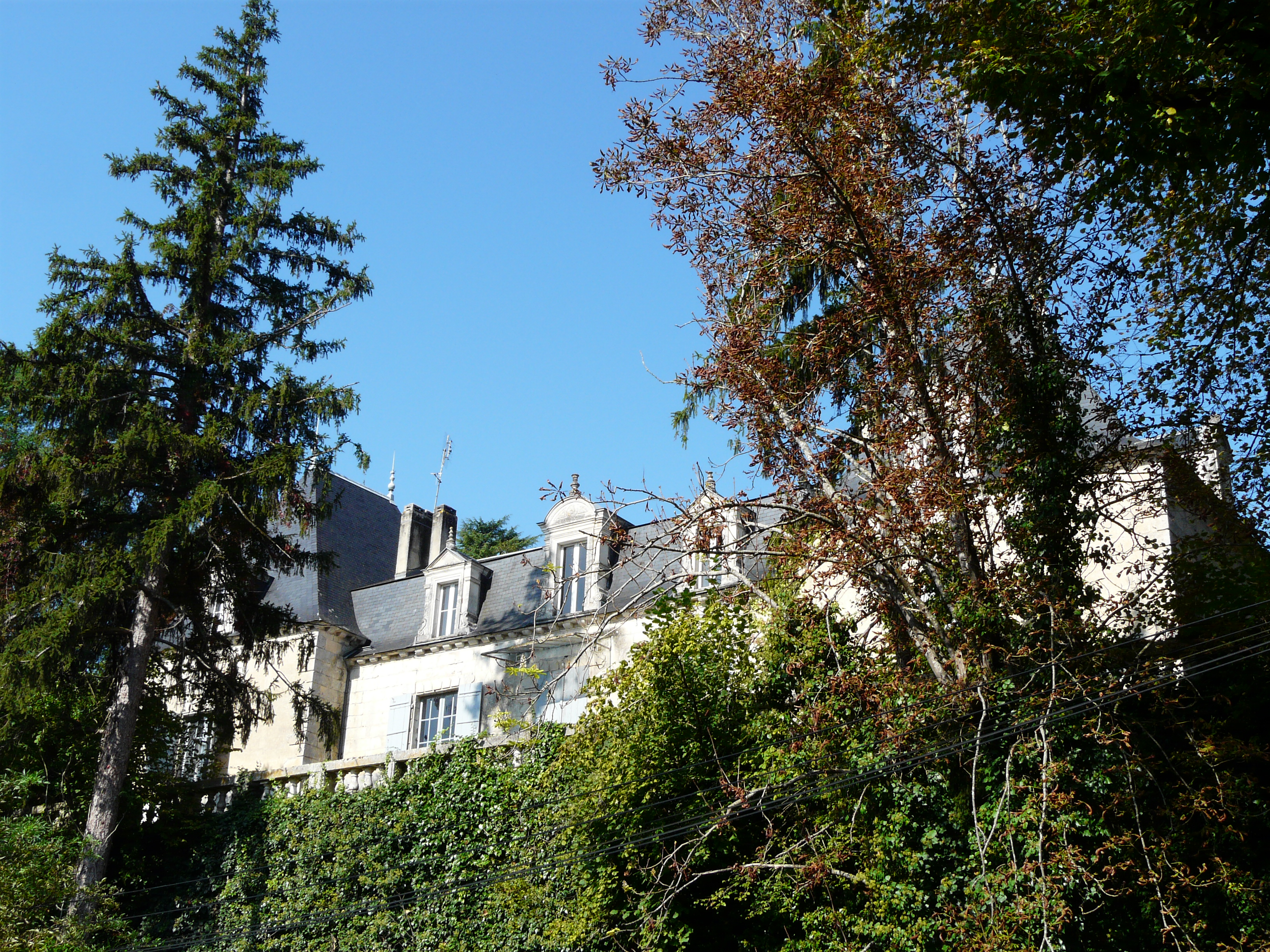
Herrenhaus Beaufort

## Gemeindepartnerschaft
Mit der französischen Gemeinde Romanswiller im Département Bas-Rhin (Elsass) besteht seit 1999 eine Partnerschaft.